# Archon (videogioco)
Archon, anche sottotitolato Archon: The Light and the Dark, è un videogioco che unisce gioco da tavolo e azione, sviluppato dalla Free Fall Associates e pubblicato dalla Electronic Arts. Sviluppato originariamente per i computer Atari a 8 bit, venne convertito per diversi altri home computer. I suoi ideatori sono Paul Reiche III e John Freeman; la programmazione fu realizzata dalla moglie di Freeman, Anne Westfall.

## Modalità di gioco
Archon è una versione fantasy e parzialmente aleatoria del gioco degli scacchi. La scacchiera è 9x9 e le fazioni che si combattono ("luce" e "oscurità") comprendono due insiemi diversi di pezzi, tutti ispirati a personaggi o creature mitologici (cavalieri, goblin, manticore, golem, fenici e così via), ciascuno con caratteristiche e poteri speciali propri. Lo scopo del gioco è sterminare le forze avversarie oppure conquistare contemporaneamente cinque caselle speciali.
I movimenti sulla scacchiera, eccetto pochissimi pezzi in grado di teletrasportarsi, sono di due tipi, di terra o d'aria; in entrambi i casi la mobilità di ogni pezzo è definita solo da una distanza massima, e si può raggiungere qualunque casella entro questa distanza, in più i pezzi volanti possono scavalcare gli altri pezzi.
A differenza di quanto avviene negli scacchi, quando un pezzo entra in una casella occupata da un pezzo avversario non avviene una semplice cattura; i due pezzi, invece, si scontrano in un duello che coinvolge le abilità specifiche di entrambi e che può risultare nella "morte" di uno qualsiasi dei pezzi, o addirittura di entrambi. Inoltre, anche il pezzo vittorioso può uscire dallo scontro con i suoi punti ferita ridotti e quindi indebolito. Il duello è un gioco di pura azione e avviene in un'altra schermata dove i due pezzi possono muoversi liberamente in due dimensioni, eccetto che sopra alcuni ostacoli naturali sparsi; alcuni pezzi sono dotati di armi a distanza, altri a corto raggio.
Ogni fazione comprende anche una unità speciale, rispettivamente il mago e la strega, in grado di lanciare incantesimi, per esempio guarire un'unità ferita, teletrasportare una unità in una casella qualsiasi, evocare un elementale e così via. Entrambi dispongono dello stesso assortimento di incantesimi e ciascuno può essere lanciato una sola volta per partita, al posto di una normale mossa.
La scacchiera comprende caselle bianche o nere e anche caselle che cambiano periodicamente colore secondo un ciclo giorno-notte; il colore rende le caselle favorevoli a una fazione oppure all'altra, migliorando o peggiorando un po' le capacità di combattimento del pezzo che ci sta sopra.

## Eredità
Archon fu il primo gioco strategico per computer a non basarsi soltanto sulla riproduzione a video di un tabellone analogo a quello di un gioco da tavolo. La medesima idea del combattimento fisico tra i pezzi era apparsa in una sequenza del film Guerre stellari, che fu una delle fonti di ispirazione per l'ideatore del gioco. Dopo Archon altri giochi hanno percorso questa via: si possono ricordare in particolare Battle Chess (dove però gli scontri tra i pezzi sono solo animazioni con esito predefinito) e i più recenti videogiochi per console The Unholy War e Wrath Unleashed.
Il seguito ufficiale del gioco fu Archon II: Adept del 1984, inoltre Strategic Simulations pubblicò Archon Ultra nel 1994. I primi due titoli uscirono insieme anche nella raccolta Archon Collection del 1989 per alcuni computer.